# Cissus auricomus
Cissus auricomus är en vinväxtart som beskrevs av Descoings. Cissus auricomus ingår i släktet Cissus och familjen vinväxter. Inga underarter finns listade i Catalogue of Life.